# Хаузеггер, Зигмунд фон
Зигмунд фон Хаузеггер (нем. Siegmund von Hausegger; 16 августа 1872, Грац Австро-Венгрия — 10 октября 1948, Мюнхен Германия) — австрийский дирижер, композитор, музыкальный критик и педагог.

## Биография
Сын юриста и преподавателя музыковедения Фридриха фон Хаузеггера (1837—1899). Первые уроки музыкального образования получил у своего отца, игре на фортепиано — у своей матери, позже научился играть на валторне и скрипке и самостоятельно — на органе. С юности познакомился с музыкой Вагнера и всю жизнь оставался поклонником этого великого композитора. В Грацском университете изучал литературу, философию, историю и историю искусств. Затем продолжил обучение в музыкальной школе у Э. В. Дегнера, М. Плюдемана и К. Полига.
Дирижёрскую карьеру начал в 1895—1896 гг. в оперном Театре г. Граца.
С 1899 года совместно с Ф. Вайнгартнером дирижировал популярными симфоническими концертами оркестра Р. Кайма («Кайм-концерты») в Мюнхене (ныне Мюнхенский филармонический оркестр), в 1903—1906 — концертами во Франкфурте-на-Майне, в 1910—1920 — симфоническими концертами Блютнеровского оркестра в Берлине и филармоническими концертами в Гамбурге.
С 1920 года жил в Мюнхене. В 1920—1934 гг. был директором, затем до 1938 года — президентом Королевской академии музыкального искусства (при нём с 1924 года — академия стала носить название Мюнхенская высшая школа музыки и театра) и одновременно (1920—1938) руководил абонементными концертами Музыкального (концертного) общества. В связи с несогласием с политикой Гитлера, пришедшего к власти в Германии, в 1934 году Хаузеггер ушёл с поста президента высшей музыкальной школы. В 1938 году после аншлюса Австрии подал в отставку и ушёл со всех других официальных должностей.

## Творчество
В творческом наследии Зигмунда фон Хаузеггера несколько опер, симфонических и других музыкальных произведений, хоров.
В своём симфоническом творчестве следовал традициям романтического программного симфонизма.
Под руководством Хаузеггера в 1930-е годы высокого уровня достиг оркестр «Мюнхенские филармоники» (бывший оркестр Р. Кайма). Хаузеггер был видным дирижёром, особенно выделялись его интерпретации произведений Л. Бетховена, А. Брукнера, Ф. Листа.

## Избранные сочинения
- Оперы
  - Эльфрида (либретто Хаузеггера, 1890, Грац),
  - Циннобер (Zinnober либретто Хаузеггер, по повести-сказке «Крошка Цахес, по прозванию Циннобер» Э. Т. А. Гофмана, 1898, Мюнхен);
- для оркестра
  - Дионисийская фантазия (Dionysische Phantasie, 1899),
  - Симфония природы (Natursymphonie, с заключительным хором, 1911),
  - симфонические поэмы Барбаросса (Barbarossa, 1900),
  - Кузнец Виланд (Wieland der Schmied, 1904),
  - симфонические вариации «Начало празднества» (Aufklänge, на тему детской песни, 1919);
- песни для голоса и оркестра и для голоса и фортепиано,
- хоровые произведения и др.

## Семья
В 1902 году женился на певице Герте Риттер (1873—1913), дочери композитора Александра Риттера, внучатой племяннице Рихарда Вагнера.